# 美花鱂
美花鱂，為輻鰭魚綱鯉齒目鯉齒亞目花鳉科的其中一種，分布於中美洲古巴的淡水流域，體長可達2公分，棲息在水生植物生長的溪流、池塘，屬肉食性，生活習性不明。